# Hinterreintalschrofen
Le Hinterreintalschrofen est une montagne qui s’élève à 2 669 ou 2 670 m d’altitude dans le Wetterstein, à la frontière entre l'Allemagne et l'Autriche.